# Мирмекодия
Мирмекодия (лат. Myrmecodia) — род цветковых растений семейства Мареновые (Rubiaceae).

## Распространение
Юго-Восточная Азия, Северная Австралия, Соломоновы Острова и Фиджи.

## Биологическое описание

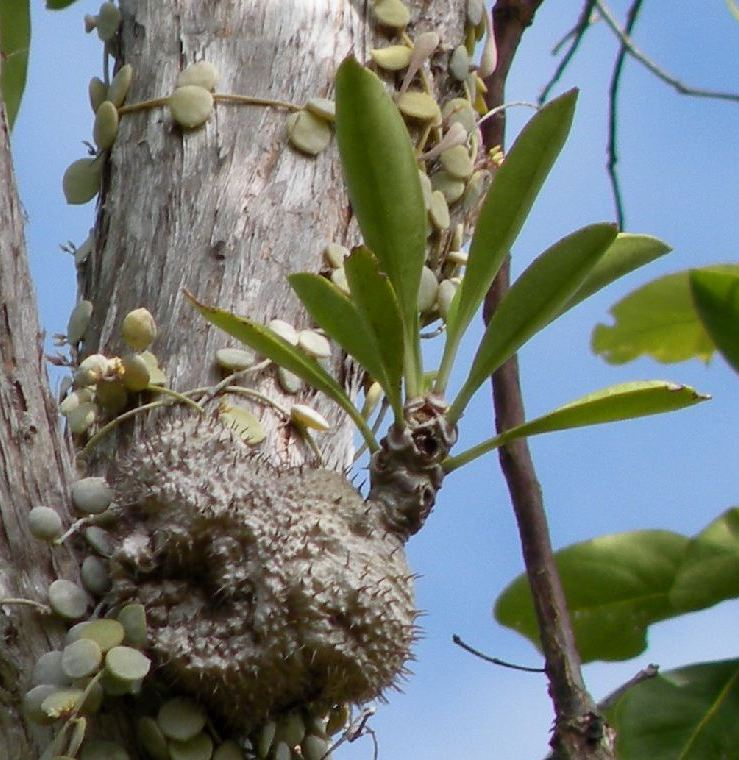
Myrmecodia beccarii на стволе дерева

Эпифитные полукустарники с клубневидно утолщённым основанием стебля, пронизанным многочисленными полостями, которые населяют муравьи. Благодаря тому, что в полостях происходит гниение растительного и животного мусора, накопленного муравьями, мирмекодия получает дополнительные минеральные вещества. Сами полости образуются без участия муравьев, а не выгрызаются ими, как считалось изначально. Снаружи клубневидный стебель мирмекодии покрыт придаточными корнями (у некоторых видов они превращены в колючки).
Побеги короткие, четырёхгранные, с супротивными листьями.
Цветки мелкие, белые; плод — ягода.

## Виды
По данным The Plant List: 
- Myrmecodia alata Becc.
- Myrmecodia albertisii Becc.
- Myrmecodia angustifolia Valeton
- Myrmecodia archboldiana Merr. & L.M.Perry
- Myrmecodia aureospina Huxley & Jebb
- Myrmecodia beccarii Hook.f.
- Myrmecodia brassii Merr. & L.M.Perry
- Myrmecodia erinacea Becc.
- Myrmecodia ferox Huxley & Jebb
- Myrmecodia gracilispina Huxley & Jebb
- Myrmecodia horrida Huxley & Jebb
- Myrmecodia jobiensis Becc.
- Myrmecodia kutubuensis Huxley & Jebb
- Myrmecodia lamii Merr. & L.M.Perry
- Myrmecodia longifolia Valeton
- Myrmecodia longissima Valeton
- Myrmecodia melanacantha Huxley & Jebb
- Myrmecodia oblongata Valeton
- Myrmecodia oksapminensis Huxley & Jebb
- Myrmecodia paradoxa Huxley & Jebb
- Myrmecodia pendens Merr. & L.M.Perry
- Myrmecodia platyrea Becc.
- Myrmecodia platytyrea Becc.
- Myrmecodia pteroaspida Huxley & Jebb
- Myrmecodia schlechteri Valeton
- Myrmecodia sterrophylla Merr. & L.M.Perry
- Myrmecodia tuberosa Jack typus[1]

## В культуре
В коллекциях в основном встречается Myrmecodia beccari. Могут выращиваться в пластмассовых горшках, заполненных до 80 % от объема гравийной крошкой. Остальные 20 % могут составлять обыкновенные земляные смеси. Другой вариант посадки — на блок.